# Plauci Quintil (cònsol any 159)
Plauci Quintil (en llatí Plautius Quintillus) va ser un magistrat romà del segle ii. Era fill de Tici Aquilí, cònsol l'any 125.
Va ser nomenat cònsol l'any 159 juntament amb Estaci Prisc. Aquest mandat es troba inscrit als Fasti.